# 가지야마 간타
가지야마 간타(일본어: 梶山 幹太, 1998년 4월 24일~)는 일본의 축구 선수이다.

## 구단 경력
그는 2017년 J2리그의 나고야 그램퍼스에 입단했다. 2017년 J2리그 3위를 기록하여 J1리그로 승격했다. 2018년 9월 J3리그의 SC 사가미하라로 이적했다. 2020년까지 46경기에 출전하여, 1득점을 넣었다. 2021년 일본 지역 리그의 베로스크로노스 쓰노로 이적했다.